# NGC 434
NGC 434 je galaksija u zviježđu Tukan.

## Vanjske poveznice
- SEDS: NGC 434